# Asia Rugby Championship Division 1 2015
El Asia Rugby Championship Division 1 de 2015, fue el torneo de la segunda división que organiza la federación asiática (AR).
Los partidos se llevaron a cabo en el Philippine Sports Stadium de Manila, Filipinas.

## Equipos participantes
- Selección de rugby de Singapur
- Selección de rugby de Filipinas (Volcanes)
- Selección de rugby de Kazajistán (Nómadas)
- Selección de rugby de Sri Lanka (Tuskers)

## Play off
|  | Semifinales | Semifinales |           |           | Final        | Final        |  |
|  | 6 de mayo   | 6 de mayo   |           |           | 9 de mayo    | 9 de mayo    |  |
|  |             |             |           |           |              |              |  |
|  |             |             |           |           |              |              |  |
|  | Sri Lanka   | 35          |           |           |              |              |  |
|  | Sri Lanka   | 35          |           |           |              |              |  |
|  | Kazajistán  | 14          |           |           |              |              |  |
|  | Kazajistán  | 14          |           | Sri Lanka | 27           |              |  |
|  |             |             |           | Sri Lanka | 27           |              |  |
|  |             |             | Filipinas | 14        |              |              |  |
|  | Filipinas   | 20          | Filipinas | 14        |              |              |  |
|  | Filipinas   | 20          |           |           |              |              |  |
|  | Singapur    | 17          |           |           | Tercer lugar | Tercer lugar |  |
|  | Singapur    | 17          |           |           | Tercer lugar | Tercer lugar |  |
|  |             |             |           |           |              |              |  |
|  |             |             |           |           | Kazajistán   | 32           |  |
|  |             |             |           |           | Kazajistán   | 32           |  |
|  |             |             |           |           | Singapur     | 12           |  |
|  |             |             |           |           | Singapur     | 12           |  |
|  |             |             |           |           |              |              |  |

## Semifinales
| 6 de mayo | Sri Lanka | 35 - 14 | Kazajistán |  |  |
|           |           | Reporte |            |  |  |

| 6 de mayo | Filipinas | 20 - 17 | Singapur |  |  |
|           |           | Reporte |          |  |  |

## Tercer puesto
| 9 de mayo | Kazajistán | 32 - 12 | Singapur |  |  |
|           |            | Reporte |          |  |  |

## Final
| 9 de mayo | Sri Lanka | 27 - 14 | Filipinas |  |  |
|           |           | Reporte |           |  |  |

| Bandera de Sri Lanka             |
| Campeón de 2ª división Sri Lanka |
| Tercer título                    |